# Arrows A21
Az Arrows A21 egy Formula–1-es versenyautó, amelyet az Arrows csapat tervezett és versenyeztetett a 2000-es Formula–1 világbajnokság során. Pilótái Pedro de la Rosa és Jos Verstappen voltak.

## Áttekintés
Az autó teljesen új tervezés, Mike Coughlan és Eghbal Hamidy készítették, utóbbi részt vett a nagyon hasonlóan kinéző Stewart SF3 megtervezésében is. Az autókba Supertec motorok kerültek (az 1997-es Renault-motor továbbfejlesztésével), ez és a jó aerodinamika voltak a főbb erényei. A fejlesztését már viszonylag korán megkezdték és az Orange szponzor jóvoltából az idény közben is lehetőségük nyílt rá. Másik szponzoruk Paul Stoddart European Aviation nevű cége volt.
A szezon ígéretesebbnek tűnt, mint az előző (Barcelonában körrekordot futottak a teszten), mégis, a megbízhatóság terén fennálló hiányosságok miatt rengeteg pontot vesztettek. De la Rosa a német nagydíjon egy megpördülés, az osztrák nagydíjon váltóhiba miatt dobott el egy-egy biztosnak mondható dobogót. Verstappennek is volt pár emlékezetes versenye, többek közt az esős kanadai nagydíjon a mezőnyön keresztültörése, majd a Monzában elért negyedik helye.
Az Arrows A21-es az egyik leggyorsabb volt az egyenesekben abban az idényben és könnyen lehetett vezetni, egyedül a nagy leszorítóerőt igénylő pályákon volt hátrányban. A csapattársak közti jó viszony és a jó alapok miatt Verstappen elkötelezte magát a következő évre is.
A brit ITV az idényről Racing Arrows címmel készített egy 13 epizódos tévésorozatot.

## Eredmények
| Év   | Csapat         | Motor         | Gumik | Pilóták          | 1   | 2   | 3   | 4   | 5   | 6   | 7   | 8   | 9   | 10  | 11  | 12  | 13  | 14  | 15  | 16  | 17  | Pontok | Helyezés |
| ---- | -------------- | ------------- | ----- | ---------------- | --- | --- | --- | --- | --- | --- | --- | --- | --- | --- | --- | --- | --- | --- | --- | --- | --- | ------ | -------- |
| 2000 | Arrows F1 Team | Supertec FB02 | B     |                  | AUS | BRA | SMR | GBR | ESP | EUR | MON | CAN | FRA | AUT | GER | HUN | BEL | ITA | USA | JPN | MAL | 7      | 7.       |
| 2000 | Arrows F1 Team | Supertec FB02 | B     | Pedro de la Rosa | KI  | 8   | KI  | KI  | KI  | 6   | NI  | KI  | KI  | KI  | 6   | 16  | 16  | KI  | KI  | 12  | KI  | 7      | 7.       |
| 2000 | Arrows F1 Team | Supertec FB02 | B     | Jos Verstappen   | KI  | 7   | 14  | KI  | KI  | KI  | KI  | 5   | KI  | KI  | KI  | 13  | 15  | 4   | KI  | KI  | 10  | 7      | 7.       |

## Forráshivatkozások
1. ↑  Desk, News: The Orange Arrows A21s Were The Very Best Of The Formula 1 Team’s Race Cars (angol nyelven). Petrolicious, 2019. október 3. (Hozzáférés: 2024. november 6.)
2. ↑  European Confirmed As Arrows Juniors. | F1 | Crash (angol nyelven). www.crash.net, 1999. december 9. (Hozzáférés: 2024. november 6.)
3. ↑  February Test Times Analysis. www.atlasf1.com. (Hozzáférés: 2024. november 6.)
4. ↑  The 2000 Teams Review. atlasf1.autosport.com. (Hozzáférés: 2024. november 6.)
5. ↑  Latest Formula 1 Breaking News - Grandprix.com. www.grandprix.com. (Hozzáférés: 2024. november 6.)
6. ↑  Racing Arrows (partially found Formula One TV series; 2001) - The Lost Media Wiki (angol nyelven). lostmediawiki.com. (Hozzáférés: 2024. november 6.)